# Ryōsuke Yamamoto
Ryōsuke Yamamoto (山本涼介  Yamamoto Ryōsuke n. el 15 de mayo de 1995?), es un actor y modelo japonés, pertenece a la agencia Ken-On. Se graduó de la Escuela Secundaria Horikoshi.

## Biografía
Es estudiante de fútbol y es el portero. En la escuela secundaria fue elegido para representar a los jugadores de Nara. 
En el año 2009, se presentó junto a su madre en el concurso Style Fit Boy Contest y ganó entre 1.500 personas. Más tarde se convirtió en uno de los finalistas de 22nd Junon Super Boy Contest.
Yamamoto se convirtió en uno de los miembros de Ken-On´s project y apareció en el evento Men-On Style en 2012.

## Filmografía

### Dramas
| Año  | Título                       | Personajes                          | Cadena   | Notas                                          |
| ---- | ---------------------------- | ----------------------------------- | -------- | ---------------------------------------------- |
| 2011 | Hanazakari no Kimitachi e    | Akira Kiyoshikojin                  | Fuji TV  |                                                |
| 2012 | Perfect Son                  |                                     | NTV      |                                                |
| 2013 | Neo Ultra Q                  | Yuma Honda                          | WOWOW    | Episode 10                                     |
| 2013 | Sen'nyū Tantei Tokage        | Masato Makihara                     | TBS      |                                                |
| 2014 | Asunaro Sansan'nanabyōshi    | Yoshihiko Sonoda                    | Fuji TV  |                                                |
| 2014 | Doctors 3 Saikyō no Meii     | Mikio Suda                          | TV Asahi | Episode 4                                      |
| 2014 | Sasuke                       | Himself                             | TBS      | Competitor, Failed at Jump Hang Kai in Stage 1 |
| 2015 | 3ttsu no Machi no Monogatari |                                     | TBS      |                                                |
| 2015 | Sasuke                       | Himself                             | TBS      | Competitor, Failed at Orugōru in Stage 1       |
| 2015 | Kamen Rider Ghost            | Makoto Fukami / Kamen Rider Specter | TV Asahi |                                                |
| 2018 | Kamen Rider Zi-O             | Makoto Fukami / Kamen Rider Specter | TV Asahi | Estrella invitada                              |

### Películas
| Año  | Título                                                           | Personajes                          | Notas |
| ---- | ---------------------------------------------------------------- | ----------------------------------- | ----- |
| 2014 | Suki-tte ii na yo                                                | Masashi Tachikawa                   |       |
| 2014 | As the Gods Will                                                 | Mikinori Taira                      |       |
| 2015 | Samulife                                                         |                                     |       |
| 2015 | Kamen Rider × Kamen Rider Ghost & Drive: Super Movie War Genesis | Makoto Fukami / Kamen Rider Specter |       |

## Revistas
- Junon magazine (febrero de 2016, junto a Shun *Nishime y Takayuki Yanagi)
- tv navi vol.61 (enero de 2016)
- Junon magazine (diciembre de 2015)
- Hero VISION (noviembre de 2015)
- Men's Non-no (febrero de 2015)
- Good Come vol. 33 (noviembre de 2014)
- Men's Mina (septiembre de 2014)
- YOUPRESS (julio de 2014)
- PICT-UP (julio de 2014)
- Seventeen (junio de 2014, junto a Miyoshi Ayaka)
- Junon magazine (diciembre de 2013)
- Duet: RE-TURNS! (diciembre de 2013)
- Good Come 29 (noviembre de 2013)
- Men's On Style (noviembre de 2012)
- CuTie! (noviembre de 2012)
- Junon Boys! (febrero de 2010)